# Osiem gwiazdek

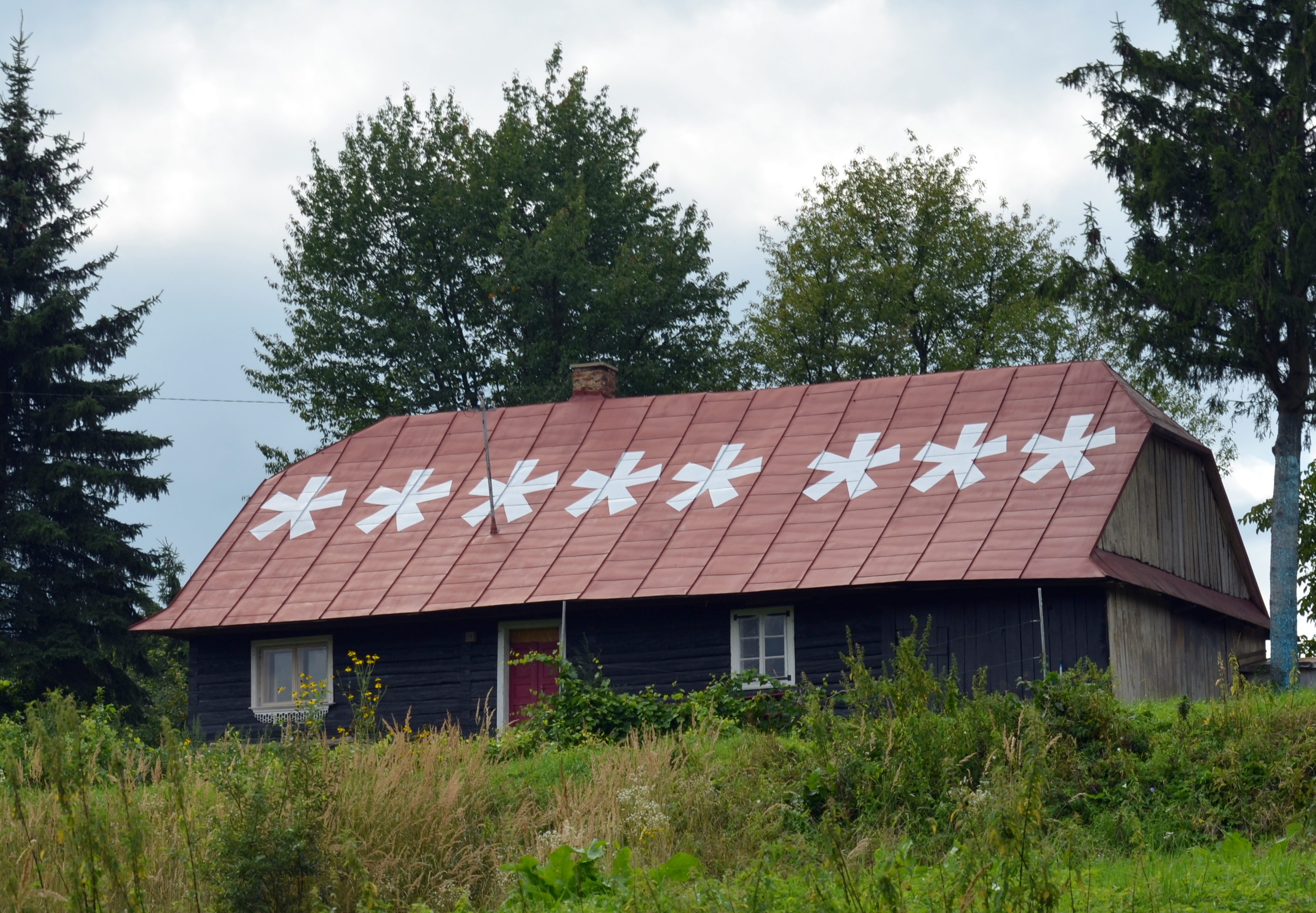
Symbol ośmiu gwiazdek na dachu domu w Zboiskach w województwie podkarpackim (2021)

Osiem gwiazdek (***** ***, dosłowne znaczenie Jebać PiS) – wulgarny slogan polityczny, wyrażający sprzeciw wobec rządów Zjednoczonej Prawicy, który zaistniał w polskiej przestrzeni publicznej w 2020 roku. Hasło zyskało popularność w mediach społecznościowych pod koniec kampanii wyborczej przed wyborami prezydenckimi w 2020 roku, głównie wśród zwolenników ówczesnej opozycji politycznej oraz osób krytycznych wobec rządu. Zyskało szerszą popularność podczas protestów przeciwko zaostrzeniu przepisów dotyczących aborcji, stając się jednym z głównych symboli ówczesnych ruchów antyrządowych w Polsce.

## Znaczenie
Hasło otwarcie wyraża wulgarny stosunek wobec partii Prawo i Sprawiedliwość (PiS) oraz jej koalicyjnych rządów z Suwerenną Polską w latach 2015–2023.
Często stosowany jest również ocenzurowany za pomocą asterysków zapis „***** ***”, który pozwala na uniknięcie bezpośredniego użycia wulgaryzmów, jednocześnie zachowując ich przekaz.
Dr Justyna Laskowska-Otwinowska z Muzeum Etnograficznego w Warszawie porównała użycie sloganu „Jebać PiS” do zwyczaju charivari. Hasło jest też postrzegane jako przykład normalizacji wulgaryzmów w przestrzeni publicznej.

## Historia
Na powstanie sloganu mógł wpłynąć film Zbigniewa Stonogi opublikowany w mediach społecznościowych, w którym Stonoga wulgarnie komentuje wyniki wyborów parlamentarnych z 2015 roku. Symbol zyskał szerszą popularność po premierze teledysku do piosenki pt. „Polskie Tango” autorstwa polskiego rapera Taco Hemingwaya, wydanej 10 lipca 2020 roku. W ostatnich sekundach klipu na ekranie można było dostrzec symbol „***** ***”. Sam klip był poświęcony między innymi krytyce ówczesnej sytuacji politycznej w Polsce.
Podczas kampanii prezydenckiej Andrzeja Dudy opublikowano zdjęcie prezydenta z mężczyzną ubranym w koszulkę z ośmioma gwiazdkami. Sytuacja wywołała kontrowersje i krytyczne komentarze skierowane wobec Dudy. On sam wyjaśniał, że nikomu nie odmawia zdjęcia. W miarę wzrostu popularności hasła, stało się ono elementem memów internetowych oraz transparentów podczas kampanii prezydenckiej oraz innych wydarzeń politycznych.
Po ogłoszeniu wyroku z 22 października 2020 roku przez Trybunał Konstytucyjny w sprawie zaostrzenia przepisów dotyczących aborcji, w kraju wybuchły masowe protesty wymierzone w rząd PiS, które organizowane były m.in. przez Ogólnopolski Strajk Kobiet i Komitet Obrony Demokracji. Podczas manifestacji hasło „Jebać PiS” oraz „***** ***” było często używane na transparentach lub skandowane przez uczestników. Tworzono też hasła oparte na strukturze rymu, zawierające slogan np. „Na górze róże, na dole akacje, jebać PiS i Konfederację”.
Symbolika ośmiu gwiazdek została wykorzystana również na transparentach podczas Marszu 4 czerwca oraz Marszu Miliona Serc w 2023 roku.
W 2024 roku, po przejęciu władzy przez Koalicję 15 października Strajk Kobiet zaczął ponownie używać symboliki ośmiu gwiazdek, tym razem przeciwko Polskiemu Stronnictwu Ludowemu (PSL). Niektóre media, takie jak WPolityce.pl lub TVP Info koalicję rządzącą zaczęły określać mianem „koalicji ośmiu gwiazdek” lub „ośmiogwiazdkowców”.

## Odbiór

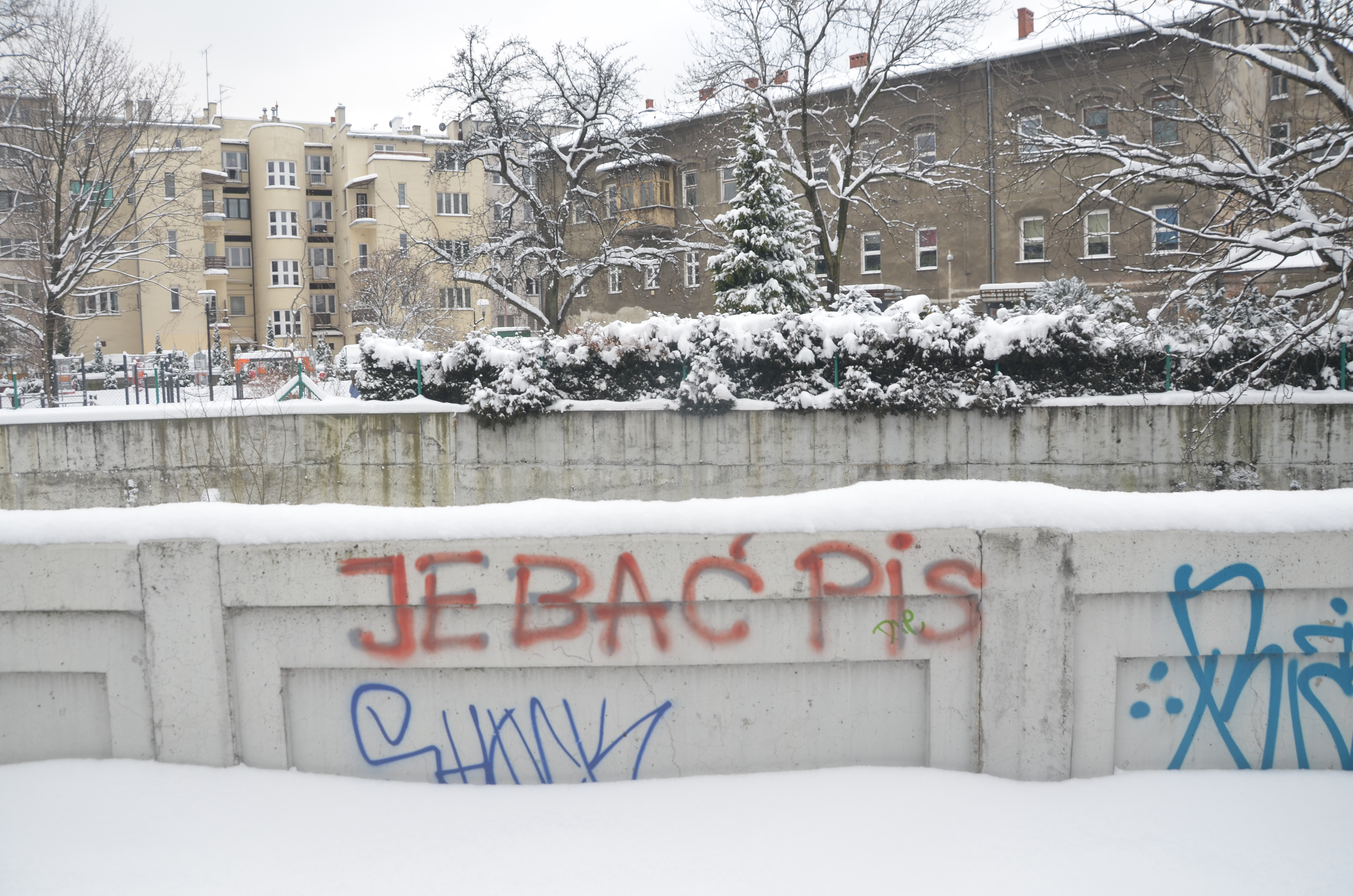
„Jebać PiS” w postaci graffiti (2021)

Po publikacji singla "Polskie Tango" Taco Hemingwaya hasło „***** ***” zostało zauważone i komentowane przez niektórych polityków i dziennikarzy, m.in. Agnieszkę Pomaską, Krzysztofa Króla i Michała Szczerbę, którzy wyrazili swoje opinie na ten temat w mediach społecznościowych.
W 2020 roku „Wiadomościach” określono to hasło oraz inne pochodzące z protestów antyrządowych jako przejawy „lewackiego faszyzmu”.
27 października raper Cypis wydał singiel zatytułowany „JBĆ PIS”, będący remiksem piosenki Call On Me autorstwa Erika Prydza z 2004 roku. Klip stał się protest songiem oraz nieoficjalnym hymnem Strajku Kobiet.
Podczas protestów szerokim zainteresowaniem cieszyły się gadżety z symboliką ośmiu gwiazdek, takie jak maseczki ochronne, koszulki i biżuteria.
Symbol ośmiu gwiazdek pojawił się jako easter egg w grze komputerowej The Medium z 2021 roku. „Jebać PiS” zostało użyte w serialu Behawiorysta produkcji TVN, gdzie jedna z bohaterek miała naklejone „***** ***” na laptopie, a jeden z samochodów posiadał tablicę rejestracyjną z napisem: „OP JBP15”.
Podczas Pol’and’Rock Festival 2024, Jerzy Owsiak skrytykował używanie hasła ośmiu gwiazdek.

## Nie Bać Tuska
W 2024 roku w prawicowych mediach pojawiło się hasło „Nie Bać Tuska”, które miało być odpowiedzią na slogan „Jebać PiS”. Jak zwraca uwagę Mikołaj Małecki, karnista z Uniwersytetu Jagiellońskiego, [s]łowa zostały dobrane celowo w taki sposób, by brzmiały inaczej niż „wyglądały”. Podczas głośnego skandowania przytoczonej frazy nie słychać bynajmniej słów: „Nie bać Tuska”, lecz wulgaryzm: „Je*** Tuska”. Wynika to ze sprytnego wykorzystania podobieństwa brzmieniowego partykuły „Nie” i sylaby „Je”. O tym, że omawiane zestawienie słów nie jest neutralnym okrzykiem, świadczy celowo popełniony w nim błąd gramatyczny. W okrzyku „Nie bać Tuska” pojawia się czasownik zwrotny „bać”, który – zgodnie z zasadami języka polskiego – musi być wyposażony w zaimek zwrotny „się” („bać się”). Nie mówimy „bać kogoś”, „bać czegoś”. Boimy SIĘ kogoś lub czegoś. Poprawne zdanie powinno głosić: „Nie bać SIĘ Tuska”. Jednak takie sformułowanie podczas jego wykrzykiwania nie byłoby dostatecznie zbliżone do obraźliwego „Je***”. Zatem zwrot „Nie bać Tuska” jest wulgaryzmem, gdyż nie jest poprawny pod względem gramatycznym, błąd ten jest popełniony celowo, a jego skandowanie brzmi tożsamo z obelgą opartą na słowie „je***”.